# Maître de l'Énéide
 (mai 2025).

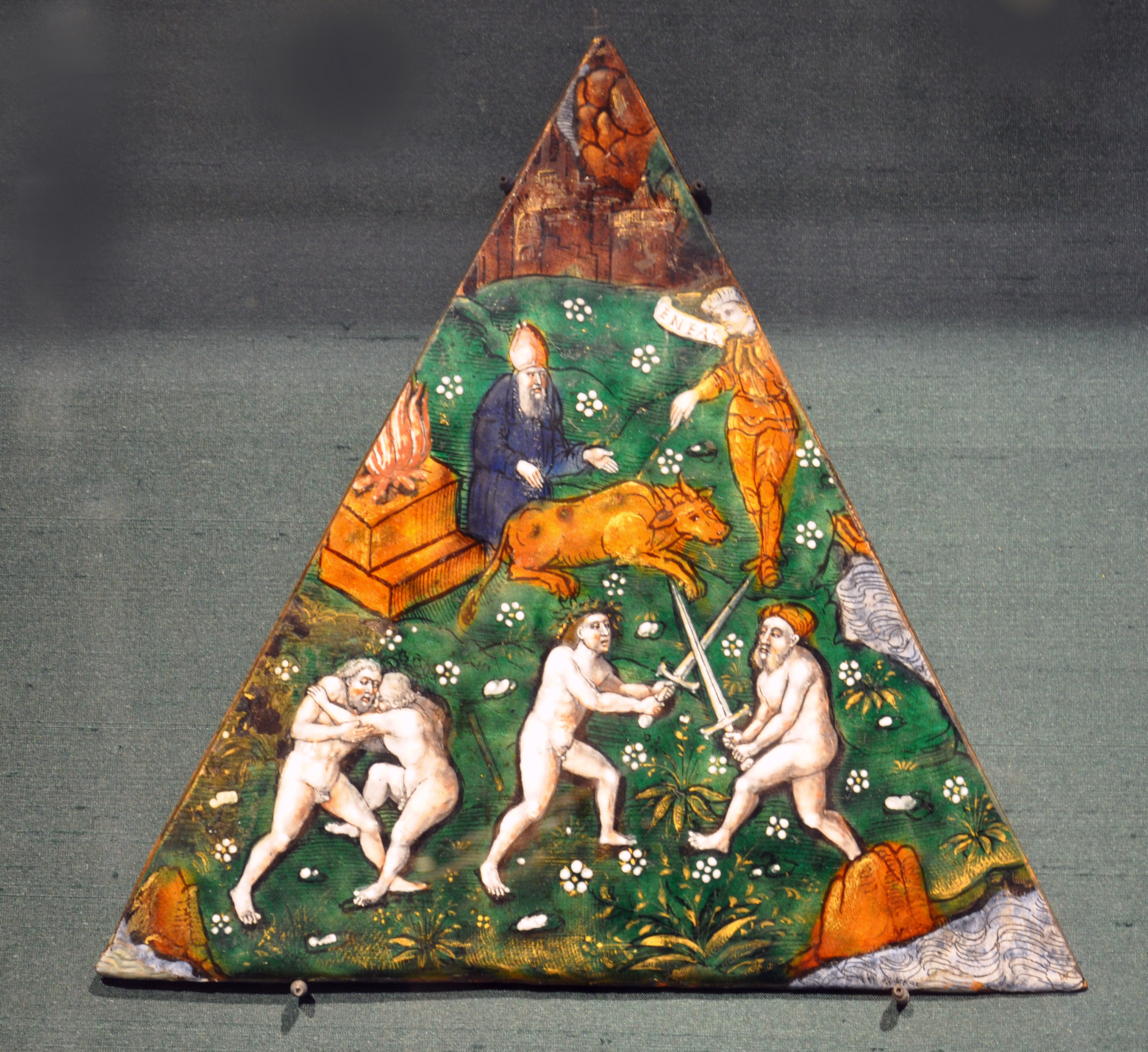
Fragment d'une scènes de l'Énéide, Limoges, 1530, musée des arts appliqués de Francfort, Inv. Nr. X 17335

Le maître de l'Énéide est un artiste émailleur anonyme qui travaille en France dans le premier tiers du XVIe siècle. Sa série de représentations du mythe d'Énée de Troie explique le nom de maître sous lequel nous le connaissons.

## Œuvre
L'Énéide a été peu représentée sur émail, ce qui fait de cette série une œuvre unique en son genre.
La raison pour laquelle cette technique fort coûteuse a été choisie restée inconnue, comme le nom du maître.
Ont probablement servi de base les gravures sur bois de l'édition de l'Énéide, imprimée par Johann Grüninger à Strasbourg en 1502.
Sa série initiale a été quelque peu disperséé depuis le XVIe siècle mais plus de 80 scènes sont aujourd'hui conservées dans plusieurs musées, notamment à Paris (au Louvre) et à Francfort (au musée des arts appliqués).
Bien que réalisée à Limoges, la série de l'Énéide ne se rattache pas directement aux pratiques des Émail de Limoges proprement dits.